# Gamagōri (Aichi)
Gamagōri (蒲郡市 Gamagōri-shi?) es una ciudad de la Prefectura de Aichi, Japón. En 2005 tenía 81.799 habitantes.
En Gamagori se suelen celebrar muchas fiestas, una de ellas es el Gamagori Firework Festival (Festival de fuegos de artificio) que se celebra cada año el último domingo de julio. Hay muchos pueblos pequeños cerca de Gamagori, como Nishiura, Katahara, Kira, Hazu, Mito, Mia, etc. Uno de los lugares de interés más famosos en Gamagori es el The Prince Hotel1, un hotel de lujo que también está en otros sitios de Japón y Asia. El hotel sigue el mismo estilo de siempre y es famoso porque el Emperador de Japón se aloja ahí cuando va a esa zona del país. Los alrededores y los jardines del hotel son muy visitados por los turistas.

## Historia
Se cree que el ser humano habitó en Gamagori por primera vez hace ya más de 8500 años. Su buen clima lo hizo un buen lugar para vivir en esas fechas, además se podían alimentar de pescado que cogían del mar. Hasta 1954 no fue declarada ciudad y en 2004 celebraron por todo lo alto su 50 aniversario.

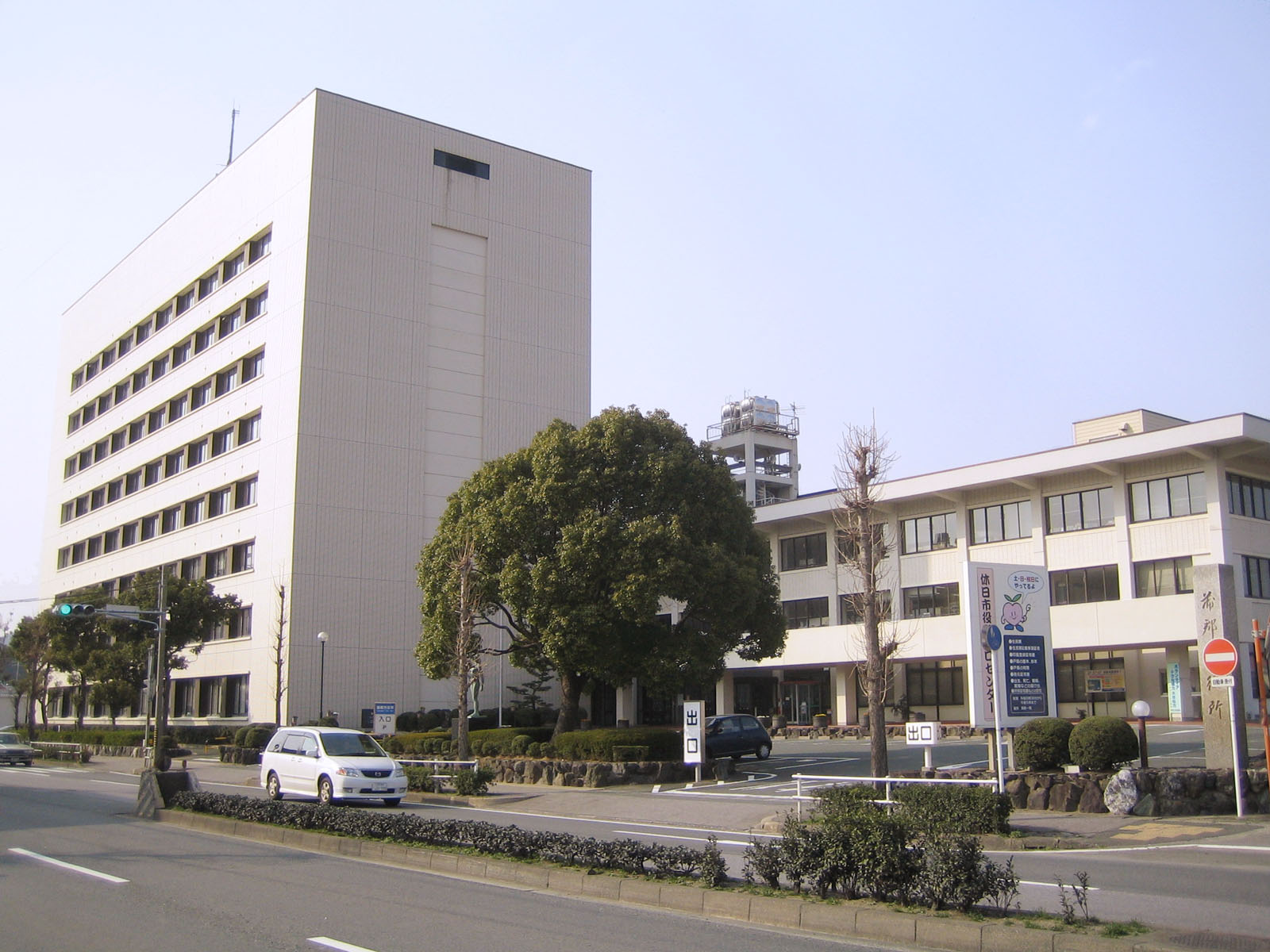
Vista general del ayuntamiento de Gamagori.

## Economía
La mayor parte de la población se dedica a la agricultura y más que nada a la recogida de mandarinas, ya que la zona donde está situada Gamagori es un sitio donde ya desde hace años ha habido mucha cultivación de mandarinas.
Varias empresas están instaladas en Gamagori, Denso que es una compañía que se dedica a hacer componentes para automóviles, Yamahachi Dental que se dedica a la creación de productos dentales y muchas más compañías están instaladas al ser esta una gran zona industrial. También hay una gran comunidad pesquera en la zona.

## Lugares de interés en Gamagori
Aparte del ya mentado hotel, hay otros lugares de interés en Gamagori.

### Museo de la ciudad de Gamagori
Uno de los sitios más visitados de la ciudad es el museo, en que se exponen amplísimas colecciones sobre objetos que pertenecían a los antiguos habitantes de la ciudad. También se expone una estatua de Buda.

### Acuario Takeshima
En este acuario se pueden ver aproximadamente 450 tipos de peces de todo el mundo, desde los peces más corrientes hasta peces que sólo se pueden ver en ciertas islas de Japón. Cuatro veces al día, dos animadores ofrecen a pequeños y mayores un espectáculo con peces.

### Pabellón de la ciencia
Otro museo que es muy visitado, en este hay una exposición sobre toda la historia de la Tierra, hay sitios donde se puedes aprender más gracias a unos juegos de ordenador, y por supuesto sitios donde puedes ver fósiles, piedras que se han encontrado en la ciudad, o en la misma región.